# Koncert

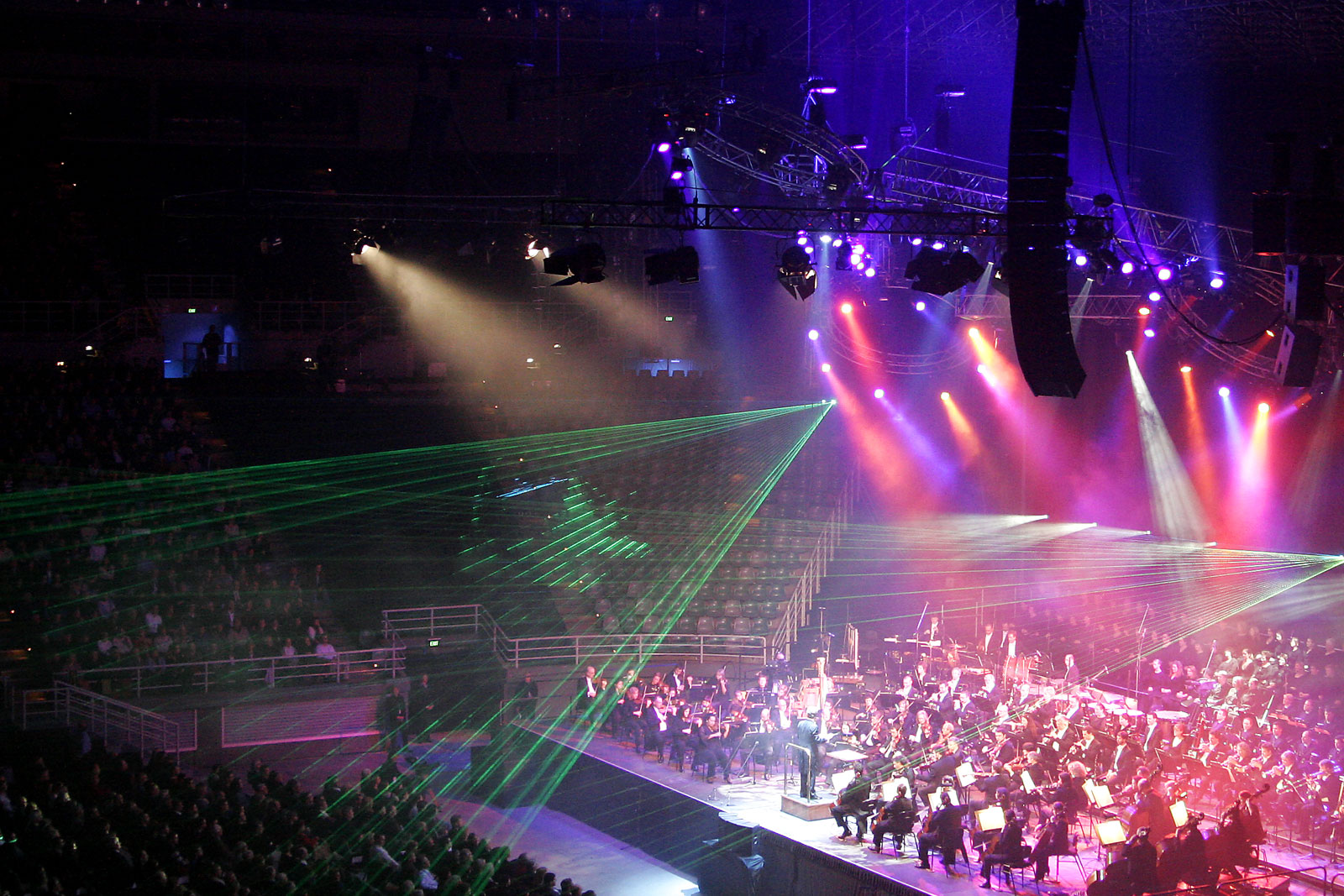
Koncert muzyki poważnej w Rod Laver Arena w Melbourne

Koncert (łac. concerto – spieram się, walczę, współzawodniczę) – występ artysty muzyka (bądź grupy muzyków) na żywo przed publicznością. Jeśli muzyk występuje solo, określa się to mianem recitalu, w przypadku występu grupy muzyków może występować orkiestra, chór bądź grupa muzyczna. Mogą to być także występy mieszane, np. solista z towarzyszeniem chóru czy orkiestry.
Koncerty mogą się odbywać w specjalnie do tego celu przeznaczonych salach koncertowych, filharmoniach czy klubach muzycznych, ale także w kościołach, pubach, prywatnych domach oraz na otwartej przestrzeni – na stadionach czy placach. Elementem koncertu jest najczęściej odpowiednie nagłośnienie, adekwatne do wielkości audytorium. Koncertom często towarzyszy oprawa plastyczna: efekty świetlne, pirotechniczne, czasem także występy towarzyszących innych artystów, np. tancerzy. Niekiedy koncerty, zwłaszcza międzynarodowych gwiazd, przeradzają się w prawdziwe spektakle multimedialne, a sprzęt potrzebny do zorganizowania koncertu przewozi się na kilkudziesięciu ciężarówkach.
Koncert jest najczęstszą formą kontaktu artysty z publicznością, środkiem promocji, a zwykle także sposobem zdobywania przez artystów dochodów. Widzowie uczestniczą w koncercie, ponosząc opłatę za bilet wstępu, choć organizuje się koncerty, na które publiczność ma wolny wstęp. Dotyczy to zwłaszcza występów na otwartej przestrzeni. Koncerty niekiedy mają charakter imprez charytatywnych, podczas których zbiera się środki na szczytne cele (np. Live Aid czy Wielka Orkiestra Świątecznej Pomocy).

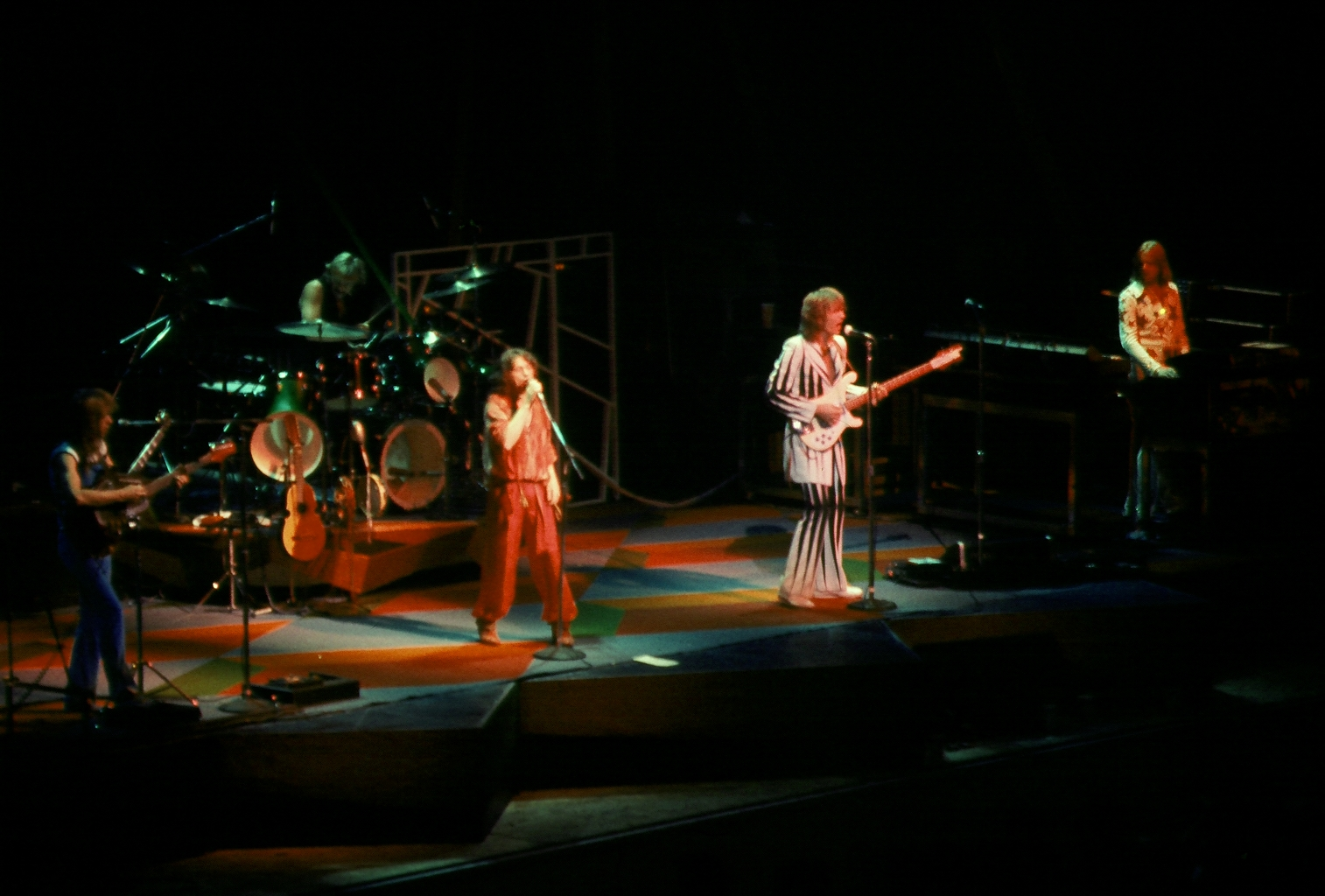
Koncert grupy Yes w 1977 r.

Muzycy zwyczajowo wykonują utwory frontem do publiczności, niemniej bardziej ekscentryczni artyści traktują tę zasadę dowolnie. Także zachowanie artystów na scenie może przybrać charakter performance.
Niekiedy artyści podczas koncertu symulują wykonywanie utworów, podczas gdy w rzeczywistości muzyka jest odtwarzana z dokonanych wcześniej nagrań. Określa się to mianem playbacku.
Koncerty często bywają rejestrowane, a nagrania ukazują się w formie płyt audio bądź filmów. Nagrania takie określane są mianem „Na żywo”, czy z angielskiego „Live”.
Serię co najmniej kilku koncertów, odbywających się w niedużym odstępie czasu, określa się mianem trasy koncertowej.
Koncert jednego wykonawcy może być elementem większego przedstawienia, np. festiwalu muzycznego.

## Historia

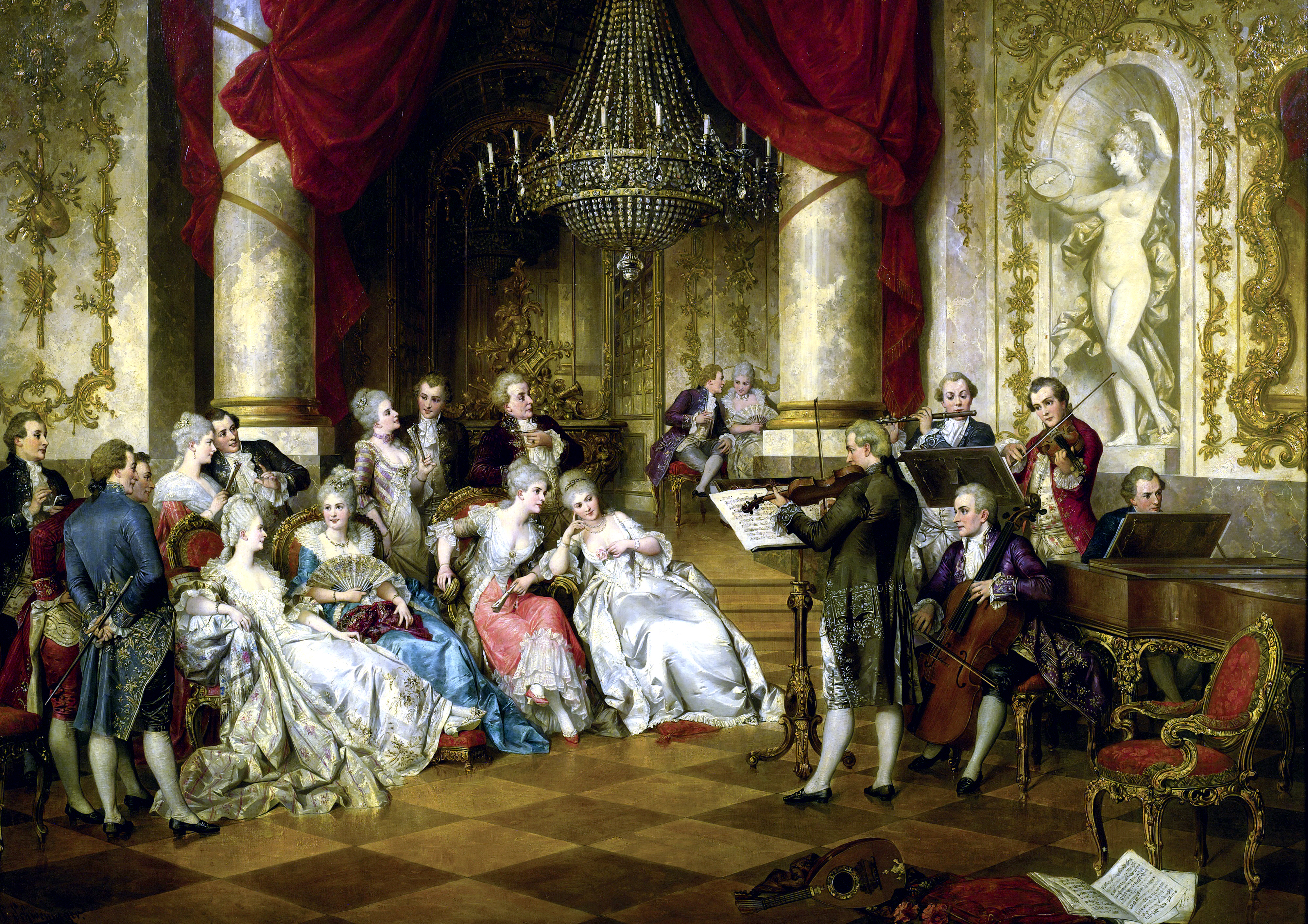
Koncert – obraz pędzla Carla Schweningera jr.

W grudniu 1672 roku skrzypek i kompozytor John Banister zorganizował w swoim domu w Londynie koncerty z udziałem zespołu instrumentalistów, na które wejść mógł każdy, kto uiścił jeden szyling. Przedsięwzięcie Banistera przetrwało siedem lat. Również w Londynie narodziła się kolejna inicjatywa koncertowa – Academy of Ancient Music (1710). Od 1725 w Paryżu odbywały się Concerts Spirituels, a od 1743 – koncerty w lipskim Gewandhaus.
Początkowo używano wobec nich nazwy „akademia”. Słowo „koncert” pojawiło się później, zapożyczone od concerts spirituels weszło do użytku później.